# Sitora Farmonova

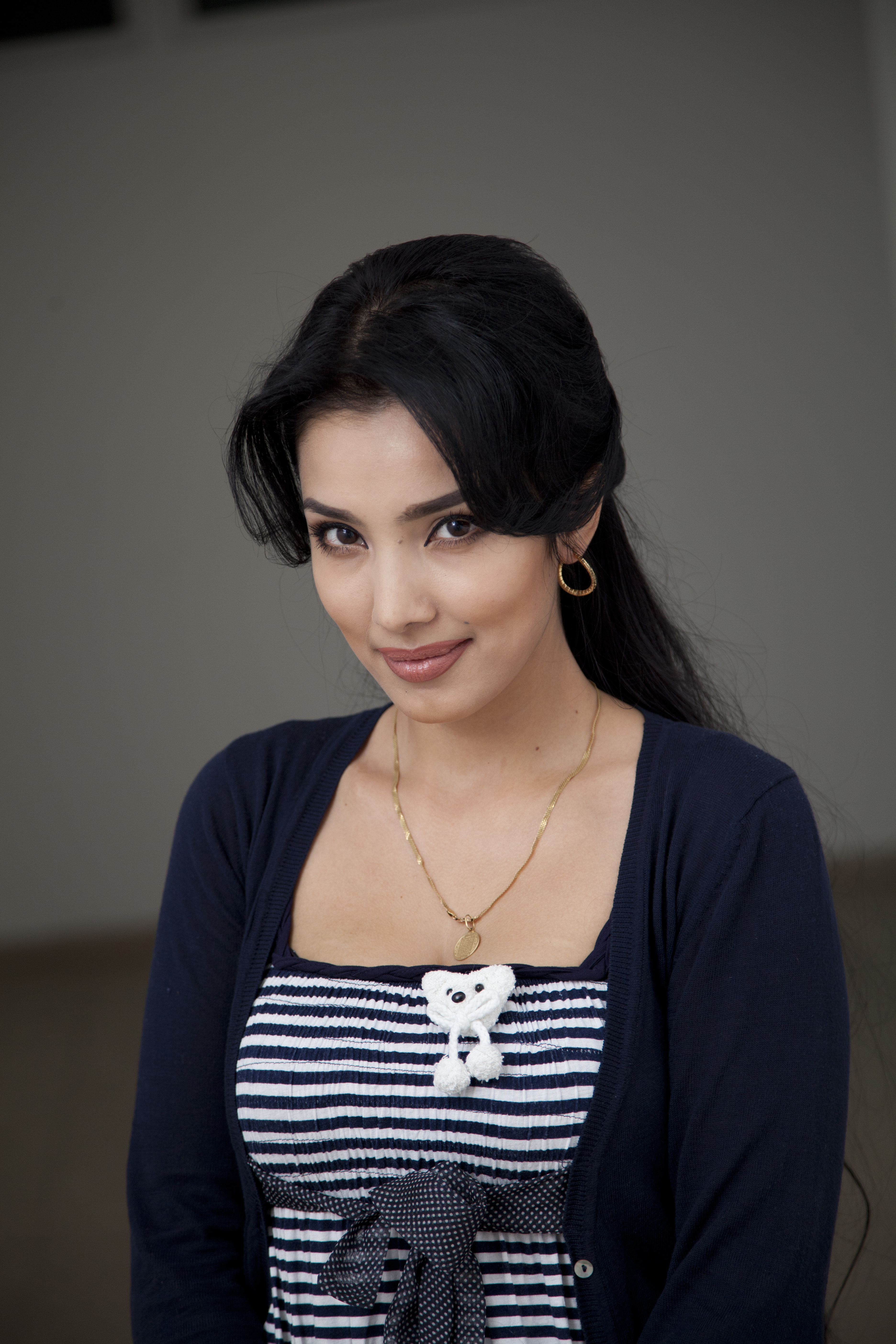
Sitora Farmonova (2012)

Sitora Farmonova (* 20. August 1984 in Buxoro, Usbekische SSR, Sowjetunion) ist eine usbekische Schauspielerin und Sängerin, die als Popstar in ihrer Heimat gilt. Als Sitora 13 Jahre alt war, übersiedelte Sitoras Familie nach Taschkent. Nach ihrem Schulabschluss studierte sie am Taschkenter Staatlichen Institut für Kunst (usbekisch san'at instituti). Sie spielte zahlreiche Rollen in Filmen und Fernsehproduktionen. 2011 übernahm sie die Hauptrolle im Film Baikonur. Die Darstellerin ist auch gesanglich hervorragend und hat einige Singles eingespielt. Sie gibt Gastspiele in Kasachstan und Russland. Farmonova ist ledig.